# رنه پریوا
رنه پریوا (فرانسوی: René Privat‎؛ ۴ دسامبر ۱۹۳۰ – ۱۹ ژوئیهٔ ۱۹۹۵) دوچرخه‌سوار اهل فرانسه بود.